# One Mysterious Night
One Mysterious Night (bra: O Caso do Diamante Azul) é um filme policial estadunidense de 1944 dirigido por Budd Boetticher. É o sétimo de uma série de quatorze da Columbia Pictures, estrelado por Chester Morris como Boston Blackie.

## Elenco
- Chester Morris como Boston Blackie
- Janis Carter como Dorothy Anderson
- William Wright como Paul Martens
- Richard Lane como Inspetor Farraday
- George E. Stone como The Runt
- Robert Williams como Matt Healy
- Mark Roberts como George Daley (como Robert E. Scott)
- Dorothy Malone como Eileen Daley (sem créditos)
- Joseph Crehan como Jumbo Madigan (sem créditos)
- Harrison Greene como Arthur Manleder (sem créditos)